# Novopol
Novopol  (ucraniano: Новополь) es una localidad del Raión de Podilsk en el Óblast de Odesa de Ucrania. Según el censo de 2001, tiene una población de 428 habitantes.